# La fanciulla del West
La fanciulla del West ist eine Oper von Giacomo Puccini. Das Libretto schrieben Guelfo Civinini und Carlo Zangarini nach dem Schauspiel The Girl of the Golden West von David Belasco.
Die Uraufführung fand am 10. Dezember 1910 an der Metropolitan Opera in New York City statt. Dirigent war Arturo Toscanini, die männliche Hauptrolle sang Enrico Caruso, den Part der Minnie Emmy Destinn. Die deutsche Erstaufführung am Deutschen Opernhaus im damals noch nicht zu Berlin gehörenden Charlottenburg am 28. März 1913 dirigierte Ignatz Waghalter.

## Handlung

### Ort und Zeit
Die Oper spielt in einem Goldgräberlager am Fuße der Wolkenberge in Kalifornien während des Goldrausches in den Jahren 1849 und 1850.

### Erster Akt
In einer zum Goldgräberlager gehörenden Schenke namens Polka verbringen die Goldgräber ihre Abende. Der in die Schankwirtin Minnie verliebte Sheriff Rance und der Agent Ashby finden sich ebenfalls ein, beide sind auf der Jagd nach dem Räuber Ramerrez. Die Wirtin Minnie, die einzige Frau im Lager, wird von allen verehrt und erteilt den Männern auch Bibelunterricht. Der Postillon trifft ein und überbringt Ashby ein Telegramm, in dem eine Spanierin verspricht, das Versteck von Ramerrez zu verraten. Auch ein neuer Gast taucht auf, der sich Johnson aus Sacramento nennt. Minnie und er erinnern sich an eine frühere Begegnung, und deshalb nehmen auch die Goldgräber den Fremden freundlich auf. Als die Goldgräber die Schenke verlassen haben, bleibt Johnson zurück. Von Minnie erfährt er, dass die Goldgräber ihr die Goldvorräte zur Aufbewahrung gegeben haben. Johnson verliebt sich in Minnie und gibt seinen ursprünglichen Plan auf, das Gold zu rauben. Beide verabreden sich für die Nacht.

### Zweiter Akt
In ihrem Zimmer bereitet sich Minnie auf Johnsons Besuch vor. Sie erzählt ihm von ihrem Leben, und Johnson bringt das Gespräch auf die Liebe. Daraufhin erklären beide einander leidenschaftlich ihre Liebe. Als Johnson gehen will, halten ihn drei vor dem Fenster ertönende Schüsse zurück. Der Sheriff und drei Goldgräber suchen Minnie auf; Johnson verbirgt sich. Der Sheriff hat Sorge um Minnie: Der fremde Spanier sei der gesuchte Räuber Ramerrez. Minnie schickt die Männer zur Verfolgung weg, aber auch Johnson weist sie die Tür. Kaum ist er draußen, trifft ihn eine Kugel. Minnies Liebe erwacht erneut, und sie versteckt den Verwundeten auf dem Dachboden. Doch ein Tropfen Blut verrät Johnson dem zurückkehrenden Sheriff. Minnie schlägt vor, eine Partie Poker zwischen ihr und dem Sheriff solle über Johnsons Schicksal entscheiden. Sie gewinnt die Partie mit Hilfe einer falschen Karte.

### Dritter Akt
Auf einer Lichtung des Waldes wartet ein Teil der Goldgräber auf die anderen, sie alle jagen den Räuber Ramerrez. Ein Gerücht kommt auf, dass der Gesuchte wieder einmal entkommen sei. Schließlich erscheint Ashby mit dem gefesselten Johnson. Schon wird ihm die Schlinge um den Hals gelegt, als Minnie auf einem Pferd heranprescht, die allgemeine Überraschung ausnutzt und sich mit einem Revolver vor Johnson stellt: Sie wolle erst Johnson und dann sich selbst töten, sollten die Leute nicht von ihm ablassen. Sie erinnert daran, was ihr die Goldgräber zu verdanken haben. Nach und nach werden die Männer von Rührung überwältigt und erklären sich bereit, Johnson zu begnadigen. Minnie und Johnson verlassen das Land, um anderswo ein neues Leben anzufangen.

## Zur Musik
Die Oper hat im Gegensatz zu den meisten anderen Werken Puccinis, beispielsweise La Bohème, Madama Butterfly oder Turandot, kaum eingängige und bekannt gewordene Arien. Eine Ausnahme stellt lediglich Johnsons Arie Ch’ella mi creda aus dem 3. Akt dar. Viel mehr Wert legte Puccini bei dieser Komposition auf eine dramatische, sich stets entwickelnde musikalische Darstellung der Handlung. Wie in allen Opern Puccinis liegt eine durchkomponierte Form vor, die durch das weitgehende Fehlen von Arien und Solonummern noch konzentrierter wirkt.
Die Oper steht im deutschsprachigen Raum verhältnismäßig selten auf dem Spielplan. 
In Italien steht sie hinter dem Erfolg bekannterer Opern von Puccini zurück.

### Orchesterbesetzung
Orchester mit großer Holzbläserbesetzung: 4 Flöten (4. Piccolo), 4 Oboen (4. Englischhorn), 4 Klarinetten in B (4. Bassklarinette), 4 Fagotte (4. Kontrafagott), 4 Hörner, 3 Trompeten in F, 4 Posaunen, 2 Harfen, Schlagwerk (große Trommel, kleine Trommel, Becken, Tamburin, Triangel, Tamtam, Glockenspiel), Pauken, Celesta, Streicher.
Hinter der Bühne: Röhrenglocken, Windmaschine, Harfe („mit Papier zwischen den Saiten, ein Banjo imitierend“, siehe Beckmesser-Harfe).
Auf der Bühne: „Fonica“ (ein vom Instrumentenbauer Romeo Orsi für die Oper entwickeltes Instrument mit drei vibrierenden Metallplatten, heute gespielt auf einem Vibraphon), Pfeife.